# Aurelius Verinus
Aurelius Verinus (sein Praenomen ist nicht bekannt) war ein im 3. Jahrhundert n. Chr. lebender Angehöriger des römischen Ritterstandes (Eques).
Durch eine Weihinschrift, die beim Kastell Banna gefunden wurde und die auf 276/282 datiert ist, ist belegt, dass Verinus Tribun der Cohors I Aelia Dacorum war, die zu diesem Zeitpunkt in der Provinz Britannia stationiert war.